# Daniela Samulski
Daniela Samulski (Berlijn, 31 mei 1984 – aldaar, 22 mei 2018) was een Duitse zwemster. Ze vertegenwoordigde haar vaderland op de Olympische Zomerspelen 2000 in Sydney en de Olympische Zomerspelen 2008 in Peking.

## Carrière
Bij haar internationale debuut, op de Europese kampioenschappen zwemmen 1999 in Istanboel, strandde Samulski in de series van de 50 meter vlinderslag.
Tijdens de Olympische Zomerspelen van 2000 in Sydney werd de Duitse uitgeschakeld in series van de 100 meter vlinderslag en zwom ze in de series van de 4x100 meter vrije slag. Op de Europese kampioenschappen kortebaanzwemmen 2000 veroverde Samulski de bronzen medaille op de 50 meter rugslag en eindigde ze als vierde op de 50 meter vlinderslag. Op de 4x50 meter wisselslag legde ze samen met Sylvia Gerasch, Marietta Uhle en Petra Dallmann beslag op de zilveren medaille, samen met Britta Steffen, Petra Dallmann en Verena Witte sleepte ze de bronzen medaille in de wacht op de 4x50 meter vrije slag.
Tijdens de Europese kampioenschappen zwemmen 2002 in haar geboorteplaats Berlijn veroverde Samulski de zilveren medaille op de 50 meter vlinderslag en eindigde ze als vijfde op de 100 meter vlinderslag. Op de 4x100 meter wisselslag zwom ze samen met Antje Buschschulte, Simone Weiler en Petra Dallmann in de series, in de finale legden Buschschulte en Weiler samen met Franziska van Almsick en Sandra Völker beslag op de Europese titel. Voor haar aandeel in de series werd Samulski beloond met de gouden medaille.

### 2004-2008
Op de Europese kampioenschappen kortebaanzwemmen 2004 in de Oostenrijkse hoofdstad Wenen werd Samulski uitgeschakeld in de halve finales van de 50 meter vlinderslag en in de series van de 100 meter vlinderslag. Samen met Janine Pietsch, Sarah Poewe en Dorothea Brandt zwom ze in de series van de 4x50 meter wisselslag, in de finale sleepte Pietsch, Poewe en Brandt samen met Antje Buschschulte de zilveren medaille in de wacht. Voor haar aandeel in de series ontving Samulski de zilveren medaille.
In Triëst nam de Duitse deel aan de Europese kampioenschappen kortebaanzwemmen 2005, op dit toernooi strandde ze in de halve finales van de 50 meter vrije slag en de 50 meter vlinderslag. Op de 4x50 meter wisselslag veroverde ze samen met Janine Pietsch, Janne Schäfer en Dorothea Brandt de zilveren medaille, samen met Dorothea Brandt, Petra Dallmann en Daniela Götz sleepte ze de bronzen medaille in de wacht op de 4x50 meter vrije slag.
Tijdens de Europese kampioenschappen zwemmen 2006 in Boedapest eindigde Samulski als zesde op de 50 meter vlinderslag. Op de 4x200 meter vrije slag veroverde ze samen met Petra Dallmann, Britta Steffen en Annika Liebs de Europese titel, het kwartet verbeterde tevens het wereldrecord. Op de Europese kampioenschappen kortebaanzwemmen 2006 in Helsinki eindigde de Duitse als vijfde op de 100 meter vrije slag en als zevende op de 100 meter vlinderslag, op de 200 meter vrije slag strandde ze in de series. Samen met Janine Pietsch, Janne Schäfer en Antje Buschschulte legde ze beslag op de Europese titel op de 4x50 meter wisselslag, op de 4x50 meter vrije slag sleepte ze samen met Daniela Götz, Meike Freitag en Annika Lurz de bronzen medaille in de wacht.
In Melbourne nam Samulski deel aan de wereldkampioenschappen zwemmen 2007, op dit toernooi werd ze uitgeschakeld in de halve finales van de 100 meter vlinderslag en in de series van de 50 meter vlinderslag. Op de 4x100 meter vrije slag eindigde ze samen met Petra Dallmann, Annika Lurz en Britta Steffen op de vierde plaats, samen met Antje Buschschulte, Birte Steven en Britta Steffen eindigde ze als zevende op de 4x100 meter wisselslag. Op de 4x200 meter vrije slag zwom ze samen met Petra Dallmann, Meike Freitag en Annika Lurz in series, in de finale werd ze vervangen door Britta Steffen die samen met de andere drie beslag legde op de zilveren medaille. Voor haar inspanningen in de series werd ze beloond met de zilveren medaille.
Tijdens de Olympische Zomerspelen van 2008 in Peking strandde de Duitse in de series van de 100 meter vlinderslag, de 4x200 meter vrije slag en de 4x100 meter wisselslag. Op de Europese kampioenschappen kortebaanzwemmen 2008 in Rijeka werd Samulski uitgeschakeld in de halve finales van de 50 meter rugslag en in de series van de 100 rugslag. Samen met Janne Schäfer, Lena Kalla en Petra Dallmann sleepte ze de zilveren medaille in de wacht op de 4x50 meter wisselslag.

### 2009-2011
In Rome nam de Duitse deel aan de wereldkampioenschappen zwemmen 2009. Op dit toernooi veroverde ze de zilveren medaille op de 50 meter rugslag, daarnaast strandde ze in de halve finales van de 100 meter rugslag en de 50 meter vlinderslag. Op de 4x100 meter vrije slag legde ze samen met Britta Steffen, Petra Dallmann en Daniela Schreiber beslag op de zilveren medaille, samen met Sarah Poewe, Annika Mehlhorn en Britta Steffen sleepte ze de bronzen medaille in de wacht op de 4x100 meter wisselslag. Tijdens de Europese kampioenschappen zwemmen 2009 in Istanboel eindigde Samulski als achtste op de 100 meter rugslag. Op de 4x50 meter vrije slag veroverde ze samen met Dorothea Brandt, Lisa Vitting en Daniela Schreiber de bronzen medaille, samen met Janne Schäfer, Lena Kalla en Dorothea Brandt werd ze gediskwalificeerd in de finale van de 4x50 meter wisselslag.
Op de Europese kampioenschappen zwemmen 2010 in Boedapest legde de Duitse beslag op de zilveren medaille op de 50 meter rugslag, daarnaast eindigde ze als vijfde op de 100 meter rugslag en werd ze uitgeschakeld in de series van de 100 meter vrije slag. Op de 4x100 meter vrije slag sleepte ze samen met Silke Lippok, Lisa Vitting en Daniela Schreiber de Europese titel in de wacht, samen met Jenny Mensing, Sarah Poewe en Silke Lippok veroverde ze de bronzen medaille op de 4x100 meter wisselslag. In het voorjaar maakte haar trainer bekend dat ze gestopt was met zwemmen.
Ze overleed aan maagkanker op 33-jarige leeftijd.

## Internationale toernooien
| Jaar | Olympische Spelen                                                       | WK langebaan | WK kortebaan  | EK langebaan                                                                                | EK kortebaan                                                                                        |
| ---- | ----------------------------------------------------------------------- | --- | ------------- | ------------------------------------------------------------------------------------------- | --------------------------------------------------------------------------------------------------- |
| 1999 |                                                                         | | geen deelname | serie 50m vlinderslag                                                                       | geen deelname                                                                                       |
| 2000 | 27e 100m vlinderslag 4e 4x100m vrije slag Samulski zwom enkel de series | | geen deelname | geen deelname                                                                               | 50m rugslag · 4e 50m vlinderslag · 4x50m vrije slag · 4x50m vrije slag                              |
| 2001 |                                                                         | geen deelname |               |                                                                                             | geen deelname                                                                                       |
| 2002 |                                                                         | | geen deelname | 50m vlinderslag · 5e 100m vlinderslag · 4x100m wisselslag · Samulski zwom enkel de series   | geen deelname                                                                                       |
| 2003 |                                                                         | geen deelname |               |                                                                                             | geen deelname                                                                                       |
| 2004 | geen deelname                                                           | | geen deelname | geen deelname                                                                               | 15e 50m vlinderslag · 27e 100m vlinderslag · 4x50m wisselslag · Samulski zwom enkel de series       |
| 2005 |                                                                         | geen deelname |               |                                                                                             | 16e 50m vrije slag · 15e 50m vlinderslag · 4x50m vrije slag · 4x50m wisselslag                      |
| 2006 |                                                                         | | geen deelname | 6e 50m vlinderslag · 4x200m vrije slag                                                      | 5e 100m vrije slag · 9e 200m vrije slag · 7e 100m vlinderslag · 4x50m vrije slag · 4x50m wisselslag |
| 2007 |                                                                         | 19e 50m vlinderslag · 14e 100m vlinderslag · 4e 4x100m vrije slag · 4x200m vrije slag · Samulski zwom enkel de series · 7e 4x100m wisselslag |               |                                                                                             | geen deelname                                                                                       |
| 2008 | 39e 100m vlinderslag 12e 4x200m vrije slag 9e 4x100m wisselslag         | | geen deelname | geen deelname                                                                               | 10e 50m rugslag · 21e 100m rugslag · 4x50m wisselslag                                               |
| 2009 |                                                                         | 50m rugslag · 9e 100m rugslag · 16e 50m vlinderslag · 4x100m vrije slag · 4x100m wisselslag                                                  |               |                                                                                             | 8e 100m rugslag · 4x50m vrije slag · DQ 4x50m wisselslag                                            |
| 2010 |                                                                         | | geen deelname | 17e 100m vrije slag · 50m rugslag · 5e 100m rugslag · 4x100m vrije slag · 4x100m wisselslag | geen deelname                                                                                       |

## Persoonlijke records
Bijgewerkt tot en met 6 december 2009

### Kortebaan
| Afstand          | Tijd    | Datum            | Plaats    |
| ---------------- | ------- | ---------------- | --------- |
| 50m vrije slag   | 24,47   | 14 november 2009 | Berlijn   |
| 100m vrije slag  | 53,05   | 15 november 2009 | Berlijn   |
| 200m vrije slag  | 1.57,44 | 10 december 2006 | Helsinki  |
| 50m rugslag      | 26,21   | 14 november 2009 | Berlijn   |
| 100m rugslag     | 57,34   | 21 november 2009 | Hannover  |
| 50m vlinderslag  | 25,76   | 6 december 2009  | Wuppertal |
| 100m vlinderslag | 57,27   | 21 november 2009 | Hannover  |

### Langebaan
| Afstand          | Tijd    | Datum         | Plaats              |
| ---------------- | ------- | ------------- | ------------------- |
| 50m vrije slag   | 25,35   | 10 juni 2009  | Canet-en-Roussillon |
| 100m vrije slag  | 54,44   | 27 juni 2009  | Berlijn             |
| 200m vrije slag  | 1.59,67 | 23 juni 2006  | Berlijn             |
| 50m rugslag      | 27,23   | 30 juli 2009  | Rome                |
| 100m rugslag     | 59,77   | 27 juli 2009  | Rome                |
| 50m vlinderslag  | 26,33   | 31 juli 2009  | Rome                |
| 100m vlinderslag | 58,63   | 18 april 2008 | Berlijn             |